# Shinzo Watanabe
Shinzō Watanabe (em japonês:  渡辺 信三 Watanabe Shinzō; 23 de dezembro de 1935) é um matemático japonês, que trabalha com teoria da probabilidade, processos estocásticos e equações diferenciais estocásticas.
Watanabe obteve o bacharelado em 1958 na Universidade de Quioto, onde obteve também um doutorado em 1963, orientado por Kiyoshi Itō. Watanabe foi professor da Universidade de Quioto.
Foi palestrante convidado do Congresso Internacional de Matemáticos em Varsóvia (1983: Excursion point processes and diffusion).

## Publicações selecionadas
- com Noboyuki Ikeda: Stochastic differential equations and diffusion processes. [S.l.]: North Holland. 1981 2nd edition. [S.l.: s.n.] 1989. MR 1011252
- com Toshio Yamada: «On the uniqueness of solutions of stochastic differential equations». J. Math. Kyoto University. 11: 155–167. 1971. MR 278420
- «On two dimensional Markov processes with branching property». Trans. Amer. Math. Soc. 136: 447–461. 1969. MR 0234531. doi:10.1090/s0002-9947-1969-0234531-1
- «A limit theorem of branching processes and continuous state branching processes». J. Math. Kyoto University. 8: 141–167. 1968. MR 237008
- Limit theorem for a class of branching processes, in: Markov processes potential theory, Proc. Symp. Univ. Wisconsin, Madison, 1967, 205-232